# Guerre navale
 (avril 2021).
Si vous disposez d'ouvrages ou d'articles de référence ou si vous connaissez des sites web de qualité traitant du thème abordé ici, merci de compléter l'article en donnant les références utiles à sa vérifiabilité et en les liant à la section « Notes et références ».

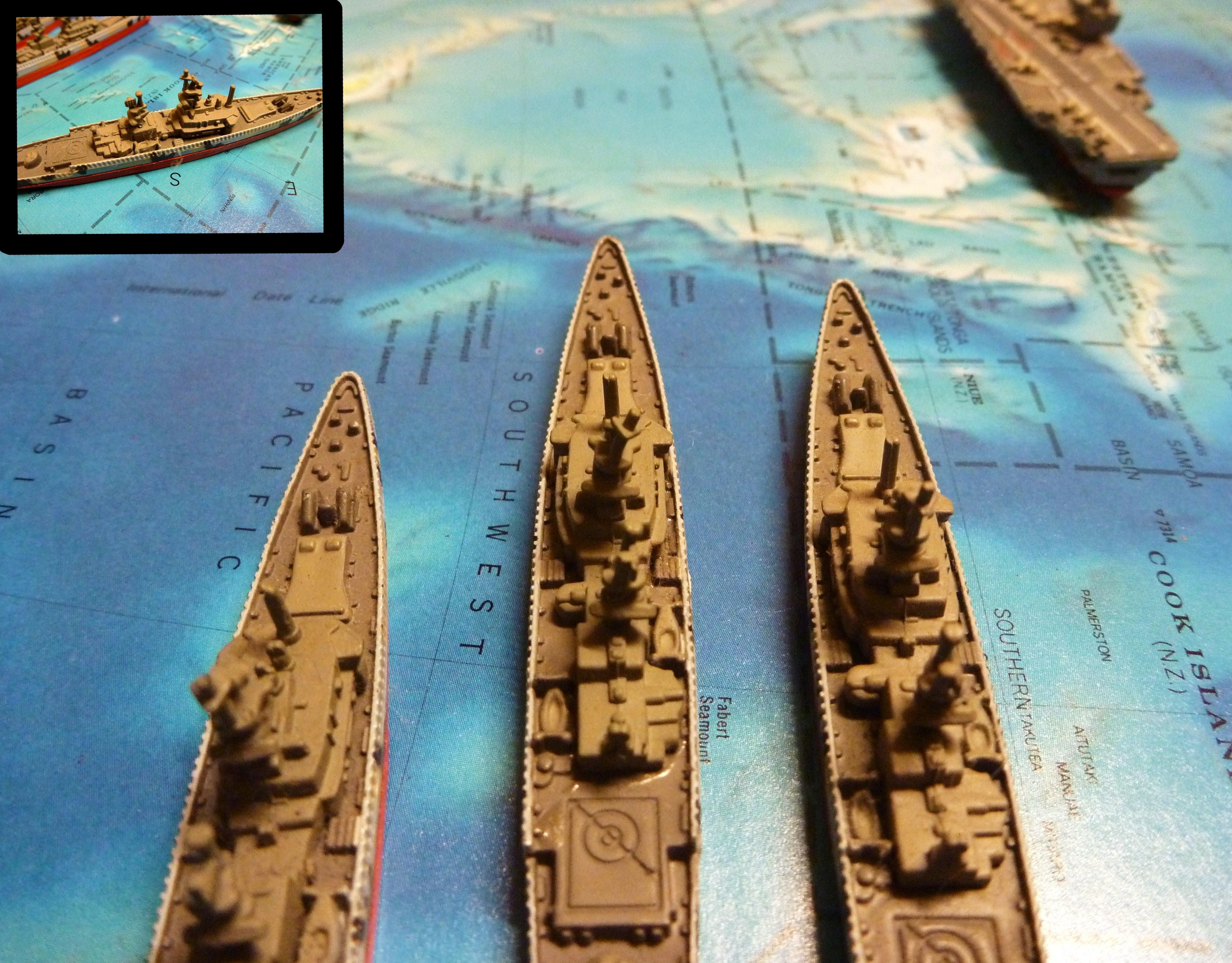
La connaissance des positions ennemies, de l'environnement et des effectifs disponibles sont des éléments cruciaux.

La guerre navale est le combat sur les mers et les océans. Autrefois limité à deux dimensions, la surface de la mer, et à la distance de l'horizon, le combat sur mer s'est aujourd'hui étendu aux milieux sous-marin, aérien et spatial et les portées de détection et l'allonge des armes couvrent désormais plusieurs centaines, voire milliers de kilomètres.

## Les quatre dimensions du combat naval

### La surface
C'est le milieu traditionnel de la lutte sur mer. En dehors des grandes routes maritimes, la haute mer est un désert qui couvre les trois quarts de la surface du globe. En raison de cette immensité et malgré le radar, l'avion et le satellite apparu au 20e siècle, la surface de la mer demeure un milieu beaucoup plus difficile à surveiller que l'espace aérien. L'horizon du radar est limité par la courbure terrestre ; les caprices de la météorologie viennent compliquer les détections. Les satellites d'observation, suivant une trajectoire fixe imposée par les lois de Kepler, ne permettent pas un pistage en temps réel.

### Le milieu sous-marin
C'est un domaine obscur et impénétrable aux ondes électromagnétiques. La lumière n'y pénètre qu'une trentaine de mètres, et les ondes radio et radar que quelques mètres. En revanche, l'eau est un excellent conducteur des vibrations acoustiques. Mais, la vitesse de propagation y est deux cent mille fois moindre que les ondes électromagnétiques dans l'atmosphère. Cette propagation subit les effets de l'hétérogénéité du milieu marin : variations de température et de pression, bruits biologiques, influence du fond, diffractions, réfractions et réflexions parasites, font que le son ne se propage pas en ligne droite et que les absorptions sont inégales et variables. La détection sous-marine est donc complexe et souvent aléatoire.

### Le milieu aérien
Par ses caractéristiques de rapidité et d'allonge, le fait aérien a totalement bouleversé la guerre navale. L'espace aérien est un milieu où la détection est aisée : en haute altitude, les aéronefs et les missiles sont détectables par les radars des bâtiments de surface jusqu'à plusieurs centaines de kilomètres. Mais au ras des vagues, ils peuvent se dissimuler sous l'horizon. C'est pourquoi les missiles mer-mer et air-mer ont des trajectoires en vol rasant (sea-skimming), et les pilotes de l'aéronautique navale utilisent des tactiques effectuées à très basse altitude, quelques mètres au-dessus de l'eau.

### L'espace
Le domaine spatial est utilisé par les marines modernes pour trois fonctions d'importance stratégique :
- communiquer : les satellite de télécommunications permettent de s'affranchir des difficultés des transmissions par ondes terrestres et ionosphériques (portée limitée à l'horizon pour les hautes fréquences, fluctuation de la ionosphère) et d'utiliser les très hautes fréquences, seules capables de transmettre une très grande quantité d'informations (transmission de données). Placés en orbite géostationnaire, ils permettent la communication instantanée entre navires, aéronefs et stations terrestres.
- observer: les satellites d'observation (optique ou radar) en orbite basse permettent de surveiller les zones sensibles et les infrastructures à terre, de repérer la présence de navires et éventuellement les identifier. D'autres sont capables de détecter les émissions radars.
- naviguer: les systèmes de navigation par satellites (le plus connu étant le GPS) permettent d'assurer aux marins en tout temps et en tout lieu une navigation précise à quelques mètres, et aussi d'assurer la précision du tir de leurs armes.

## Les formes du combat naval

### La lutte de surface et au-dessus de la surface
L'apparition des avions dans les guerres navales, pendant la première moitié du XXe siècle, et celle des missiles pendant la deuxième moitié, a fait perdre à l'artillerie de marine son rôle traditionnel d'arme principale du combat en mer.
- L'assaut aérien à la mer :
- Lutte antiaérienne et antimissiles :
- Combat entre navires de surface

### La guerre sous-marine
Le sous-marin d'attaque bénéficie d'avantages tactiques considérables :
- la discrétion qui lui permet d'être le seul à pouvoir pénétrer dans une zone contrôlée par l'adversaire ;
- le préavis, car il est généralement prévenu de la présence d'unités adverses bien avant que celles-ci ne puissent le détecter ;
- la puissance de frappe des torpilles et des missiles à changement de milieu.

Les sous-marins agissent le plus souvent de manière indépendante, car la coopération avec d'autres unités est peu compatible avec la discrétion qui constitue leur atout principal.
Les sous-marins d'attaque peuvent répondre à trois types de missions :
- opérations offensives : 
  - contre le trafic marchand de l'adversaire dans une stratégie de blocus naval, stratégie employée par les Allemands au cours des deux guerres mondiales autour des îles britanniques, et par les Américains, pendant la seconde guerre mondiale dans le Pacifique contre les Japonais ;
  - contre les forces navales ennemies.
- opérations défensives : les sous-marins sont disposés dans des secteurs qui constituent des barrages naturels au large de côtes amies, des détroits que l'adversaire devrait emprunter ou pour protéger une zone d'opération. C'est ainsi que les sous-marins alliés avaient été disposés aux entrées de la Manche pour assurer le débarquement en Normandie. Si la menace sous-marine est particulièrement forte, elle peut interdire une zone à une flotte de surface, ou la maintenir au port (stratégie d'interdiction), comme l'ont fait les forces sous-marines britanniques pendant la guerre des Malouines avec le torpillage du croiseur argentin ARA General Belgrano protégeant ainsi leur zone d'opération.
- opérations spéciales : débarquement ou récupération d'agents ou de commandos en zone hostile, mouillage de mines, surveillance et reconnaissance de côtes ennemies.

### La lutte anti-sous-marine
La lutte anti-sous-marine désigne l'ensemble des tactiques de combat et de protection contre la menace représentée par les sous-marins.
La lutte anti-sous-marine est une « chasse » pratiquée avec plusieurs moyens complémentaires, navires de surface équipés de sonars, avions de patrouille maritime, hélicoptères ASM et sous-marins d'attaque.

### La lutte contre la terre
Il s'agit de l'utilisation des forces navales à l'assaut de la terre. De tout temps, la mer a servi de voie d'invasion (exemples des Phéniciens, des Vikings, des Polynésiens ou plus récemment des conquêtes coloniales). Elle revêt deux formes :

#### L'assaut amphibie
La projection de forces, ou opération de débarquement, est la forme moderne de l'invasion par la mer

#### La projection de puissance
C'est l'assaut sans invasion, forme moderne de la «politique de la canonnière» du XIXe siècle.
Elle comporte quatre possibilités :
- l'appui-feu par artillerie ;
- l'assaut et le bombardement par avions en provenance de porte-avions ;
- l'attaque par des missiles de croisière ;
- l'attaque par des missiles balistiques.

### La guerre des mines
La guerre des mines désigne toutes les opérations et tactiques relatives aux mines sous-marines: le mouillage de mines, la lutte contre les mines (dragage et chasse aux mines), et les contremesures préventives.

### La sauvegarde maritime
La sauvegarde maritime qualifie l'ensemble des missions qui visent à assurer la protection et la sécurité des approches maritimes d'un territoire national. La sauvegarde maritime ressort davantage des missions de police maritime (lutte contre les trafics illégaux sur mer) et de sécurité civile (secours et sauvetage maritime) que de la guerre navale.